# 마디아주

마디아주의 위치

마디아주(영어: Mahdia Governorate, 아랍어: ولاية المهدية)는 튀니지 중동부에 있는 주로, 주도는 마디아이다. 면적은 2,966km2이며, 인구는 378,000명(2004년)이다.